# Río Támega
El río Támega es un río que fluye por España (provincia de Orense, por los municipios de Laza, Verín, Monterrey, Castrelo del Valle y Oimbra) y Portugal. 

## Etimología
El nombre deriva de un antiguo pueblo de la zona, anterior a la presencia romana, los Tamaganos. 

## Curso
Nace en las estribaciones de la sierra de San Mamede, por la zona de Alberguería, perteneciente al municipio de Laza y desemboca en el río Duero en la localidad portuguesa de Entre-os-Rios, en el municipio de Penafiel.
Los ríos Támega,  Manzanas y Tuela, junto con algún otro de menor caudal de la Galicia suroriental, pertenecen al grupo de afluentes septentrionales del Duero  portugués. Todos ellos difieren de los afluentes del Duero en el tramo español en que estos últimos confluyen con el Duero aguas arriba del gigantesco escalón conformado en los  Arribes del Duero, materializado por el sistema de cañones en el área fronteriza con Portugal de las provincias de  Zamora y  Salamanca. 
Tiene una longitud de 145 kilómetros (51,91 km en España) y nace en la "Fuente del Támega", en el lugar de la Alberguería (Laza), en las estribaciones de la Sierra de San Mamede, a 960 metros de altura, en el monte Talariño. Tras entrar en Portugal por Trás-os-Montes, pasa por Chaves y se une al Duero en la parroquia (freguesia) de Eja, en la localidad de Entre-os-Rios.
En su paso por Galicia está declarado como Lugar de Importancia Comunitaria.

## Desarrollo hidroeléctrico
En Tâmega, el Centro de Producción del Duero ha contado con la central hidroeléctrica Presa de Torrão (Marco de Canaveses) desde 1988, con una capacidad instalada de 146  MW y una producción media anual de 228 GWh.
En 2022 se inaugura la Gigabatería de Tâmega, desarrollada por Iberdrola y uno de los mayores proyectos hidroeléctricos realizados en Europa en los últimos 25 años, que integra a su vez la construcción de tres proyectos hidroeléctricos en la región del Alto Tâmega: Gouvães, Daivões y Alto Tâmega.
El complejo tiene una capacidad instalada de 1.158 megavatios (MW), alcanzando una producción anual de 1.766 GWh, suficiente para abastecer a los municipios cercanos y a las ciudades de Braga y Guimarães, equivalente a las necesidades energéticas de 440.000 hogares.
Las presas están situadas en el río Tâmega y el río Torno, dos afluentes del Duero al norte de Portugal. La central de almacenamiento por bombeo de Gouvães tiene una capacidad de 880 MW, la central de Daivões de 118 MW y la central Alto Tâmega de 160 MW.